# Dubienka
Dubienka è un comune rurale polacco del distretto di Chełm, nel voivodato di Lublino.
Ricopre una superficie di 96,26 km² e nel 2004 contava 2 803 abitanti.